# Sport-Verein Werder von 1899 2011-2012
Questa voce raccoglie le informazioni riguardanti il  Sport-Verein Werder von 1899  nelle competizioni ufficiali della stagione 2011-2012.

## Stagione
In questa stagione il Werder occupa per diverso tempo le zone alte della classifica della Bundesliga ma, dopo aver accusato un vistoso calo, termina con un nono posto. Il cammino nella Coppa di Germania si arresta invece al primo turno dopo l'incontro con l'Heidenheim, squadra che milita in 3. Liga.
Al termine della stagione, anche a causa di una cattiva gestione finanziaria, molti giocatori che composero l'ossatura della squadra negli ultimi anni, come Wiese, Naldo, Borowski, Pizarro, Rosenberg, Marin ed altri, lasciano il club.

## Rosa
| N. |                     | Ruolo | Calciatore                |
| -- | ------------------- | ----- | ------------------------- |
| 21 | Germania (bandiera) | P     | Sebastian Mielitz         |
| 33 | Germania (bandiera) | P     | Christian Vander          |
| 1  | Germania (bandiera) | P     | Tim Wiese                 |
| 3  | Svizzera (bandiera) | D     | François Affolter         |
| 37 | Nigeria (bandiera)  | D     | Leon Balogun              |
| 2  | Polonia (bandiera)  | D     | Sebastian Boenisch        |
| 8  | Germania (bandiera) | D     | Clemens Fritz             |
| 26 | Germania (bandiera) | D     | Florian Hartherz          |
| 4  | Brasile (bandiera)  | D     | Naldo                     |
| 22 | Grecia (bandiera)   | D     | Sōkratīs Papastathopoulos |
| 15 | Austria (bandiera)  | D     | Sebastian Prödl           |
| 13 | Germania (bandiera) | D     | Lukas Schmitz             |
| 38 | Germania (bandiera) | D     | Clemens Schoppenhauer     |
| 16 | Francia (bandiera)  | D     | Mikaël Silvestre          |
| 44 | Germania (bandiera) | C     | Philipp Bargfrede         |
| 6  | Germania (bandiera) | C     | Tim Borowski              |
| 20 | Turchia (bandiera)  | C     | Mehmet Ekici              |

| N. |                     | Ruolo | Calciatore            |
| -- | ------------------- | ----- | --------------------- |
| 14 | Germania (bandiera) | C     | Aaron Hunt            |
| 17 | Serbia (bandiera)   | C     | Aleksandar Ignjovski  |
| 23 | Austria (bandiera)  | C     | Zlatko Junuzović      |
| 18 | Germania (bandiera) | C     | Felix Kroos           |
| 10 | Germania (bandiera) | C     | Marko Marin           |
| 34 | Serbia (bandiera)   | C     | Aleksandar Stevanović |
| 31 | Serbia (bandiera)   | C     | Predrag Stevanović    |
| 35 | Germania (bandiera) | C     | Florian Trinks        |
| 25 | Germania (bandiera) | C     | Tom Trybull           |
| 32 | Germania (bandiera) | C     | Özkan Yıldırım        |
| 7  | Austria (bandiera)  | A     | Marko Arnautović      |
| 9  | Svezia (bandiera)   | A     | Denni Avdić           |
| 46 | Turchia (bandiera)  | A     | Onur Ayık             |
| 41 | Germania (bandiera) | A     | Niclas Füllkrug       |
| 24 | Perù (bandiera)     | A     | Claudio Pizarro       |
| 11 | Svezia (bandiera)   | A     | Markus Rosenberg      |
| 36 | Germania (bandiera) | A     | Lennart Thy           |

## Organigramma societario
Area tecnica
- Allenatore: Thomas Schaaf
- Allenatore in seconda: Mathias Hönerbach, Wolfgang Rolff
- Preparatore dei portieri: Michael Kraft
- Preparatori atletici: Yann-Benjamin Kugel, Jens Beulke

## Risultati

### Bundesliga

#### Girone di andata
| Arbitro: | Perl |

|                    |           |  |
| Rosenberg 60’, 81’ | Marcatori |  |

| Arbitro: | Brych |

|            |           |  |
| Kadlec 85’ | Marcatori |  |

| Arbitro: | Sippel |

|                                                                 |           |                             |
| Fritz 30’ Pizarro 34’ Arnautović 65’ Hunt 87’ (rig.) Wesley 90’ | Marcatori | 7’, 48’ Cissé 84’ Reisinger |

| Arbitro: | Rafati |

|             |           |                              |
| Firmino 36’ | Marcatori | 38’ Arnautović 83’ Rosenberg |

| Arbitro: | Gräfe |

|                  |           |  |
| Pizarro 52’, 78’ | Marcatori |  |

| Arbitro: | Drees |

|                |           |           |
| Wollscheid 62’ | Marcatori | 24’ Ekici |

| Arbitro: | Brych |

|                  |           |          |
| Pizarro 23’, 90’ | Marcatori | 3’ Ramos |

| Arbitro: | Winkmann |

|                                |           |                            |
| Abdellaoue 2’ (rig.), 38’, 59’ | Marcatori | 45’ Arnautović 83’ Pizarro |

| Arbitro: | Meyer |

|  |           |                           |
|  | Marcatori | 42’ Perišić 71’ Owomoyela |

| Arbitro: | Kircher |

|                   |           |             |
| Bellinghausen 49’ | Marcatori | 68’ Pizarro |

| Arbitro: | Aytekin |

|             |           |                                |
| Bungert 23’ | Marcatori | 29’ Pizarro 47’ Hunt 78’ Prödl |

| Arbitro: | Weiner |

|                              |           |                         |
| Pizarro 49’, 54’ (rig.), 86’ | Marcatori | 3’ Clemens 45’ Podolski |

| Arbitro: | Brych |

|                                            |           |  |
| Herrmann 16’ Reus 23’, 38’, 51’ Arango 53’ | Marcatori |  |

| Arbitro: | Kinhöfer |

|                    |           |  |
| Hunt 57’ Naldo 67’ | Marcatori |  |

| Arbitro: | Meyer |

|                                               |           |               |
| Ribéry 22’, 76’ Robben 68’ (rig.), 82’ (rig.) | Marcatori | 51’ Rosenberg |

| Arbitro: | Kircher |

|                                                               |           |             |
| Papastathopoulos 18’ Pizarro 45’ Rosenberg 55’ Arnautović 71’ | Marcatori | 86’ Schäfer |

| Arbitro: | Gräfe |

|                                                   |           |  |
| Raúl 16’, 20’, 63’ Papadopoulos 67’ Huntelaar 70’ | Marcatori |  |

#### Girone di ritorno
| Kaiserslautern 21 gennaio 2012, ore 18:30 CET 18ª giornata | Kaiserslautern | 0 – 0 referto | Werder Brema | Fritz-Walter-Stadion (40 381 spett.)\| Arbitro: \| Hartmann \| |
| Arbitro:                                                   | Hartmann       |               |              |                                                                |

| Arbitro: | Aytekin |

|             |           |              |
| Pizarro 29’ | Marcatori | 57’ Reinartz |

| Arbitro: | Brych |

|                        |           |                  |
| Makiadi 32’ Schmid 70’ | Marcatori | 29’, 47’ Pizarro |

| Arbitro: | Weiner |

|                |           |                |
| Arnautović 90’ | Marcatori | 4’ Vestergaard |

| Arbitro: | Kinhöfer |

|            |           |                                     |
| Petrić 75’ | Marcatori | 9’ Marin 45’ Trybull 86’ Arnautović |

| Arbitro: | Zwayer |

|  |           |             |
|  | Marcatori | 65’ Esswein |

| Arbitro: | Perl |

|                |           |  |
| Rukavytsya 63’ | Marcatori |  |

| Arbitro: | Dingert |

|                                     |           |  |
| Pizarro 31’ Prödl 49’ Rosenberg 56’ | Marcatori |  |

| Arbitro: | Aytekin |

|           |           |  |
| Kagawa 8’ | Marcatori |  |

| Arbitro: | Wingenbach |

|              |           |              |
| Füllkrug 61’ | Marcatori | 90’ Verhaegh |

| Arbitro: | Kircher |

|  |           |                                   |
|  | Marcatori | 18’ Szalai 48’, 74’ Choupo-Moting |

| Arbitro: | Perl |

|           |           |               |
| Jemal 39’ | Marcatori | 24’ Rosenberg |

| Arbitro: | Fritz |

|                         |           |                |
| Rosenberg 18’ Naldo 74’ | Marcatori | 52’, 66’ Hanke |

| Arbitro: | Welz |

|                                       |           |               |
| Gentner 37’ Harnik 45’, 53’ Cacau 89’ | Marcatori | 25’ Rosenberg |

| Arbitro: | Gräfe |

|           |           |                             |
| Naldo 51’ | Marcatori | 75’ (aut.) Naldo 90’ Ribéry |

| Arbitro: | Brych |

|                                  |           |               |
| Salihamidžić 40’ Helmes 66’, 89’ | Marcatori | 45’ Rosenberg |

| Arbitro: | Aytekin |

|                         |           |                                |
| Pizarro 41’ (rig.), 82’ | Marcatori | 30’ Draxler 65’, 73’ Huntelaar |

### Coppa di Germania
| Arbitro: | Drees |

|                            |           |               |
| Sauter 57’ Schnatterer 58’ | Marcatori | 33’ Rosenberg |

## Statistiche

### Statistiche di squadra
| Competizione      | Punti | In casa | In casa | In casa | In casa | In casa | In casa | In trasferta | In trasferta | In trasferta | In trasferta | In trasferta | In trasferta | Totale | Totale | Totale | Totale | Totale | Totale | DR  |
| Competizione      | Punti | G       | V       | N       | P       | Gf      | Gs      | G            | V            | N            | P            | Gf           | Gs           | G      | V      | N      | P      | Gf     | Gs     | DR  |
| ----------------- | ----- | ------- | ------- | ------- | ------- | ------- | ------- | ------------ | ------------ | ------------ | ------------ | ------------ | ------------ | ------ | ------ | ------ | ------ | ------ | ------ | --- |
| Bundesliga        | 42    | 17      | 8       | 4       | 5       | 31      | 23      | 17           | 3            | 5            | 9            | 18           | 35           | 34     | 11     | 9      | 14     | 49     | 58     | -9  |
| Coppa di Germania | -     | 0       | 0       | 0       | 0       | 0       | 0       | 1            | 0            | 0            | 1            | 1            | 2            | 1      | 0      | 0      | 1      | 1      | 2      | -1  |
| Totale            | -     | 17      | 8       | 4       | 5       | 31      | 23      | 18           | 3            | 5            | 10           | 19           | 37           | 35     | 11     | 9      | 15     | 50     | 60     | -10 |

### Andamento in campionato
| Giornata  | 1 | 2 | 3 | 4 | 5 | 6 | 7 | 8 | 9 | 10 | 11 | 12 | 13 | 14 | 15 | 16 | 17 | 18 | 19 | 20 | 21 | 22 | 23 | 24 | 25 | 26 | 27 | 28 | 29 | 30 | 31 | 32 | 33 | 34 |
| --------- | - | - | - | - | - | - | - | - | - | -- | -- | -- | -- | -- | -- | -- | -- | -- | -- | -- | -- | -- | -- | -- | -- | -- | -- | -- | -- | -- | -- | -- | -- | -- |
| Luogo     | C | T | C | T | C | T | C | T | C | T  | T  | C  | T  | C  | T  | C  | T  | T  | C  | T  | C  | T  | C  | T  | C  | T  | C  | C  | T  | C  | T  | C  | T  | C  |
| Risultato | V | P | V | V | V | N | V | P | P | N  | V  | V  | P  | V  | P  | V  | P  | N  | N  | N  | N  | V  | P  | P  | V  | P  | N  | P  | N  | N  | P  | P  | P  | P  |
| Posizione | 4 | 8 | 5 | 3 | 2 | 2 | 2 | 2 | 5 | 6  | 4  | 3  | 5  | 4  | 5  | 5  | 5  | 5  | 5  | 5  | 5  | 5  | 6  | 6  | 6  | 6  | 6  | 8  | 7  | 8  | 8  | 8  | 9  | 9  |

Legenda:

Luogo: C = Casa; T = Trasferta. Risultato: V = Vittoria; N = Pareggio; P = Sconfitta.

### Statistiche dei giocatori
| Giocatore           | Bundesliga | Bundesliga | Bundesliga  | Bundesliga | Coppa di Germania | Coppa di Germania | Coppa di Germania | Coppa di Germania | Totale   | Totale | Totale      | Totale     |
| Giocatore           | Presenze   | Reti       | Ammonizioni | Espulsioni | Presenze          | Reti              | Ammonizioni       | Espulsioni        | Presenze | Reti   | Ammonizioni | Espulsioni |
| ------------------- | ---------- | ---------- | ----------- | ---------- | ----------------- | ----------------- | ----------------- | ----------------- | -------- | ------ | ----------- | ---------- |
| S. Mielitz          | 7          | 0          | 0           | 0          | -                 | -                 | -                 | -                 | 7        | 0      | 0           | 0          |
| C. Vander           | -          | -          | -           | -          | -                 | -                 | -                 | -                 | -        | -      | -           | -          |
| T. Wiese            | 28         | 0          | 1           | 1          | 1                 | 0                 | 0                 | 0                 | 29       | 0      | 1           | 1          |
| F. Affolter         | 13         | 0          | 3           | 0          | -                 | -                 | -                 | -                 | 13       | 0      | 3           | 0          |
| L. Balogun          | -          | -          | -           | -          | -                 | -                 | -                 | -                 | -        | -      | -           | -          |
| S. Boenisch         | 4          | 0          | 0           | 1          | -                 | -                 | -                 | -                 | 4        | 0      | 0           | 1          |
| C. Fritz            | 32         | 1          | 11          | 0          | 1                 | 0                 | 0                 | 0                 | 33       | 1      | 11          | 0          |
| F. Hartherz         | 10         | 0          | 0           | 0          | -                 | -                 | -                 | -                 | 10       | 0      | 0           | 0          |
| Naldo               | 18         | 3          | 0           | 0          | -                 | -                 | -                 | -                 | 18       | 3      | 0           | 0          |
| S. Papastathopoulos | 30         | 1          | 12          | 1          | 1                 | 0                 | 1                 | 0                 | 31       | 1      | 13          | 1          |
| S. Prödl            | 16         | 2          | 0           | 0          | -                 | -                 | -                 | -                 | 16       | 2      | 0           | 0          |
| L. Schmitz          | 26         | 0          | 6           | 0          | 1                 | 0                 | 0                 | 0                 | 27       | 0      | 6           | 0          |
| C. Schoppenhauer    | -          | -          | -           | -          | -                 | -                 | -                 | -                 | -        | -      | -           | -          |
| M. Silvestre        | 1          | 0          | 0           | 0          | -                 | -                 | -                 | -                 | 1        | 0      | 0           | 0          |
| P. Bargfrede        | 23         | 0          | 6           | 0          | 1                 | 0                 | 0                 | 0                 | 24       | 0      | 6           | 0          |
| T. Borowski         | 1          | 0          | 0           | 0          | 1                 | 0                 | 0                 | 0                 | 2        | 0      | 0           | 0          |
| M. Ekici            | 21         | 1          | 3           | 0          | 1                 | 0                 | 0                 | 0                 | 22       | 1      | 3           | 0          |
| A. Hunt             | 18         | 3          | 0           | 1          | 1                 | 0                 | 1                 | 0                 | 19       | 3      | 1           | 1          |
| A. Ignjovski        | 26         | 0          | 4           | 0          | -                 | -                 | -                 | -                 | 26       | 0      | 4           | 0          |
| Z. Junuzović        | 15         | 0          | 1           | 0          | -                 | -                 | -                 | -                 | 15       | 0      | 1           | 0          |
| F. Kroos            | 1          | 0          | 0           | 0          | -                 | -                 | -                 | -                 | 1        | 0      | 0           | 0          |
| M. Marin            | 21         | 1          | 2           | 0          | 1                 | 0                 | 0                 | 0                 | 22       | 1      | 2           | 0          |
| A. Stevanović       | 3          | 0          | 1           | 0          | -                 | -                 | -                 | -                 | 3        | 0      | 1           | 0          |
| P. Stevanović       | -          | -          | -           | -          | -                 | -                 | -                 | -                 | -        | -      | -           | -          |
| F. Trinks           | 6          | 0          | 0           | 0          | -                 | -                 | -                 | -                 | 6        | 0      | 0           | 0          |
| T. Trybull          | 15         | 1          | 1           | 0          | -                 | -                 | -                 | -                 | 15       | 1      | 1           | 0          |
| Ö. Yıldırım         | -          | -          | -           | -          | -                 | -                 | -                 | -                 | -        | -      | -           | -          |
| M. Arnautović       | 19         | 6          | 0           | 1          | 1                 | 0                 | 0                 | 0                 | 20       | 6      | 0           | 1          |
| D. Avdić            | -          | -          | -           | -          | -                 | -                 | -                 | -                 | -        | -      | -           | -          |
| O. Ayık             | -          | -          | -           | -          | -                 | -                 | -                 | -                 | -        | -      | -           | -          |
| N. Füllkrug         | 11         | 1          | 0           | 0          | -                 | -                 | -                 | -                 | 11       | 1      | 0           | 0          |
| C. Pizarro          | 29         | 18         | 5           | 0          | -                 | -                 | -                 | -                 | 29       | 18     | 5           | 0          |
| M. Rosenberg        | 33         | 10         | 3           | 0          | 1                 | 1                 | 0                 | 0                 | 34       | 11     | 3           | 0          |
| L. Thy              | 3          | 0          | 0           | 0          | 1                 | 0                 | 0                 | 0                 | 4        | 0      | 0           | 0          |
| P. Mertesacker      | 4          | 0          | 0           | 0          | -                 | -                 | -                 | -                 | 4        | 0      | 0           | 0          |
| S. Wagner           | 7          | 0          | 1           | 0          | 1                 | 0                 | 0                 | 0                 | 8        | 0      | 1           | 0          |
| Wesley              | 6          | 1          | 1           | 0          | -                 | -                 | -                 | -                 | 6        | 1      | 1           | 0          |
| A. Wolf             | 15         | 0          | 4           | 0          | 1                 | 0                 | 1                 | 0                 | 16       | 0      | 5           | 0          |